# Рјуриковичи
Рјуриковичи (рус. Рюриковичи, укр. Рюриковичі, блр. Рурыкавічы) су били једна од две династије које су владале Русијом.
Оснивач династије је Рјурик, варјашки конунг (кнез), који је на позив Словена дошао у Новгород да влада заједно са своја два брата, Синеусом и Трувором, 862. године. После њега је владао Олег (879—912), који је престоницу из Новгорода преселио у Кијев (Кијевска Русија). Олег се 882. године прогласио за кијевског кнеза. Његов син Игор Рјурикович (912—945) је добио титулу великог кнеза. После њега Кијевском Русијом је владала његова жена Олга док је није наследио Свјатослав I Кијевски. Игоров и Олгин син Свјатослав је знатно проширио државу и поразио Хазаре. Ратовао је и са Византијом и походио Бугарску. Убили су га Печенези и од његове лобање направили пехар. Од 980. године Кијевском Русијом влада Владимир, Свјатослављев син, за време чије владавине је Русија примила хришћанство (988) године.
Након распада Кијевске Русије, најмоћнија држава која је на крају настала је Велика московска кнежевина, у почетку део Владимир-Суздаља, која је, заједно са Новгородском Републиком, успоставила основу модерне руске нације. Иван III је одбацио контролу Златне Хорде и консолидовао целу централну и северну Русију, владајући њом као „кнез целе Русије“. Иван IV је преузео титулу „цар све Русије“ и трансформисао државу у Руско царство. Рјурикова лоза је владала до 1598. године, након чега их је наследила кућа Романових, после смутног времена.
Грана династије Романовича владала је југозападном Русијом и делом централне Русије. Ове територије су ујединили Роман Велики и његов син Данијел Романович, кога је 1253. године крунисао папа Иноћентије IV за краља Галиције-Волиније. Након изумирања лозе, кнежевину су припојиле Пољска и Литванија, а титула њеног кнеза је на крају прешла на владара Аустроугарске. Према украјинској историографији, континуирани суверенитет Рјуриковича од 9. до 14. века представља део историјског процеса Украјине. У украјинској историографији 19. века, украјински историограф Михајло Грушевски, који је написао књигу под сличним именом, руску цивилизацију назива Украјина-Рус. Према његовим истраживањима, Кијевска Русија се не сматра окончаном 1240. године, већ да је само мало померила свој центар према западу.
Као владајућа династија, династија Рјурикова се држала у неким деловима Русије укупно двадесет и једну генерацију по мушкој линији, од Рјурика (умро 879) до Фјодора I од Русије (умро 1598), у периоду од више од 700 година. Они су једна од најстаријих краљевских кућа у Европи, са бројним постојећим кадетским огранцима.

## Порекло
Династију Рјуриковича је 862. године основао Рјурик, варјашки кнез. Научни консензус је да су Руси настали на подручју данашње приморске источне Шведске око осмог века и да њихово име има исто порекло као Рослаген у Шведској (са старијим именом Роден).
Према преовлађујућој теорији, име Рус, као и прото-фински назив за Шведску (*Ruotsi), потиче од старонордијског израза за „људе који веслају“ (rods-), јер је веслање било главни начин навигације река источне Европе, и да се може повезати са шведским обалским подручјем Рослаген (Rus-law) или Роден, како је то било познато у ранијим временима.
Име Rus' би тада имало исто порекло као фински и естонски називи за Шведску: Ruotsi and Rootsi.
Примарна хроника даје следећи извештај о томе како је почела династија Рјуриковича, датирајући је у византијске године света 6368–6370 (860–862 нове ере):
Вазали Варјага су их отерали назад преко мора и, одбивши им даљи данак, кренуле да управљају собом. Међу њима није било закона, већ је племе устало на племе. Тако је међу њима настала неслога, и они су почели да ратују једни против других. Рекоше себи: „Потражимо кнеза који ће нама владати и судити нам по закону.” Сходно томе, отишли су у иностранство код Варјашких Руса: ови конкретни Варјази су били познати као Руси, као што се неки зову Швеђани, а други Нормани, Енглези и Готланђани, јер су тако названи. Чади, Словени, Кривичи и Вепси су тада говорили Русима: „Земља је наша велика и богата, али у њој нема реда. Дођите да управљате и владате нама. Тако су одабрали три брата, са својим рођацима, који су са собом повели све Русе и одселили се. Најстарији, Рјурик, настанио се у Новгороду; други, Синеус, у Белозјорску; а трећи, Трувор, у Изборску. Због ових Варјага, област Новгород је постала позната као земља Руса. Садашњи становници Новгорода воде порекло од варјашке расе, али су раније били Словени [преже бо бѣша Словѣни].
Чак и у Првој хроници постоји извесна нејасноћа о специфичностима приче, „отуда њихова парадоксална изјава 'Новгородци су Варјашког порекла, јер су раније били Словенци'.“ Међутим, археолошки докази као што су „франачки мачеви, а врх корице мача и брош од корњачевине“ на том подручју сугеришу да је, у ствари, било скандинавског становништва најкасније током десетог века.